# カンパニャーティコ
カンパニャーティコ（伊: Campagnatico）は、イタリア共和国トスカーナ州グロッセート県にある、人口約2,300人の基礎自治体（コムーネ）。

## 地理

### 位置・広がり

#### 隣接コムーネ
隣接するコムーネは以下の通り。
- アルチドッソ
- チニジャーノ
- チヴィテッラ・パガーニコ
- グロッセート
- ロッカルベーニャ
- ロッカストラーダ
- スカンサーノ

### 気候分類・地震分類
カンパニャーティコにおけるイタリアの気候分類 (it) および度日は、zona D, 1903 GGである。
また、イタリアの地震リスク階級 (it) では、zona 3 (sismicità bassa) に分類される。

## 行政

### 分離集落
カンパニャーティコには、以下の分離集落（フラツィオーネ）がある。
- Arcille, Marrucheti, Montorsaio